# 모나미
모나미(영어: Monami Co., Ltd.)는 1960년 설립된 문구류와 사무용품을 개발하고 판매하는 문구 회사이다. 1963년 5월 1일부터 이 회사를 대표하는 물품인 153볼펜을 만들었으며, 1974년 6월 26일 한국증권선물거래소에 상장되었다. 현재 송삼석 창립자의 장남인 송하경이 최고경영자를 맡고 있다. Monami는 프랑스어로 "친구"를 뜻한다. 이름이 일본어 어감과 유사하여 일본 회사로 오해하는 경우가 있으나, 순수 대한민국에서 창립한 회사이다. 경쟁사는 동아연필이 유명하다. 2016년 monami의 로고로 바뀌면서, 2017년 9월 젤네일 아트펜을 출시하였다.

## 주요

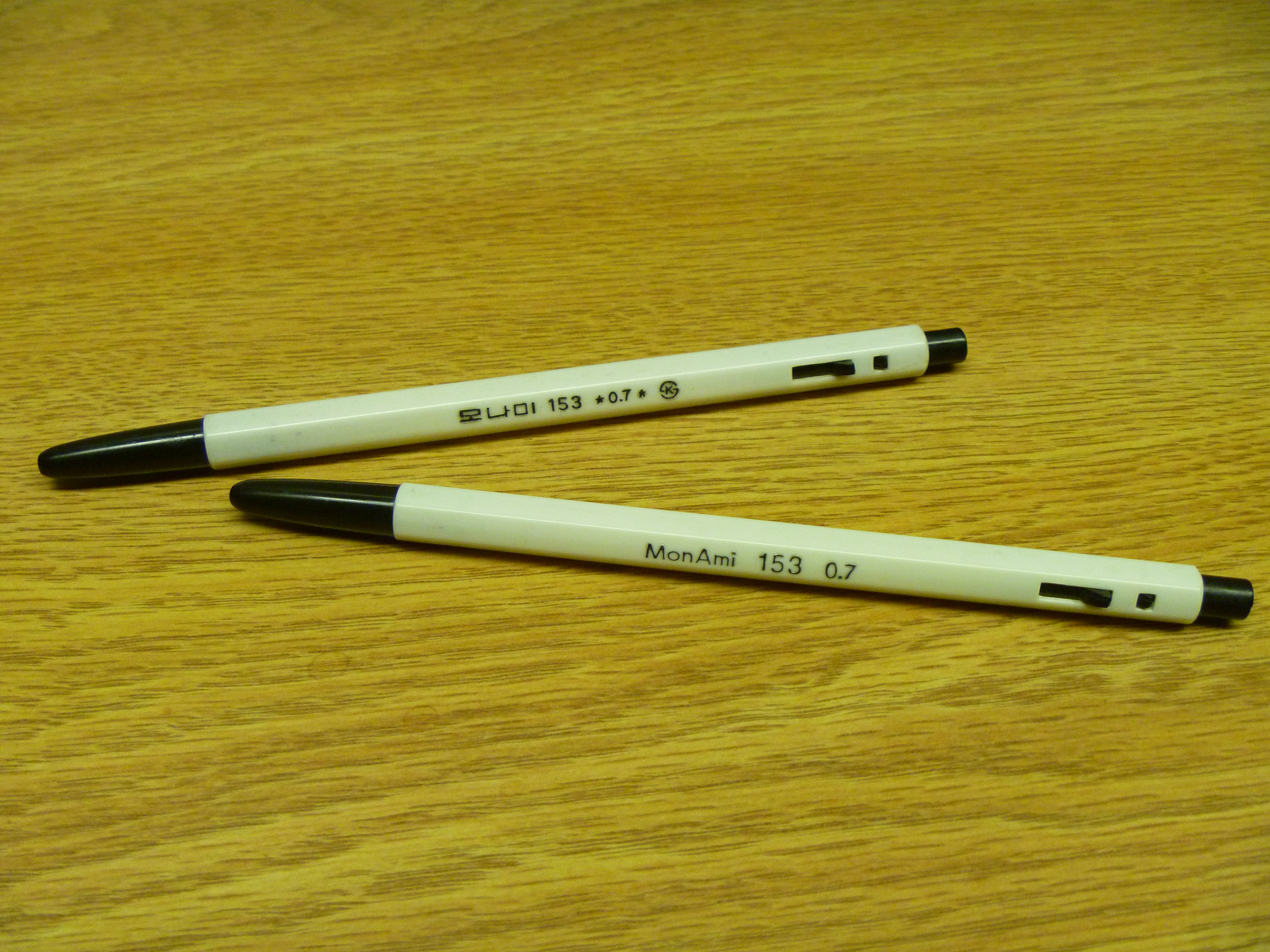
모나미 153 볼펜

- 모나미 153 볼펜: 1963년 출시 이후 현재까지 흑(黑), 청(靑), 적(赤)의 세가지 색의 볼펜이 판매되고있으며, 내 친구라는 뜻의 사명(社名)인 monami와, 15원에 판매하는 3번째 제품인 데서 153 그리고 필기 굵기인 0.7이 몸체에 써있다. 153에는 신약성서 요한복음서 21장 11절의 내용과 우연히 일치하는 것이 발견되었다.[2]
  - 모나미 153 리미티드: 모나미 153의 한정판 모델이다. 크롬 재질의 몸체를 사용하였으며 출시 며칠만에 완판되었다.
  - 모나미 153id: 메탈 제품으로 1만 5천원이다.
  - 모나미 153 리스펙트: 모나미 153 시리즈의 고급형 모델이다.
- 모나미 프러스펜 3000: 가는 수성펜이다.
- 모나미 사인펜 351: 사인펜이다.
- 모나미 붓펜, 5만원대 중가펜 모나미153골드

모나미스틱펜 등을 출시하였다.

## 모나미스토어
- 현재는 성수점, 본사수지점, 성수점, 롯데백화점 부산점 4곳이 운영하고 있다.